# Il figlio del Corsaro Rosso (romanzo)
Il figlio del Corsaro Rosso è un romanzo di Emilio Salgari pubblicato in fascicoli su Il giornalino della Domenica tra il 1906 e il 1907 e in volume dall'editore  Bemporad nel 1908. 
È il quarto libro del ciclo de I corsari delle Antille e segue il romanzo Jolanda, la figlia del Corsaro Nero. 
Nella scrittura di quest'opera, Salgari è stato influenzato dal romanzo Il corsaro rosso (The Red Rover) di James Fenimore Cooper del 1828. 
Per le informazioni sulla pirateria in America, ha poi utilizzato la Storia degli avventurieri, filibustieri e bucanieri che si sono distinti nelle Indie pubblicato da Alexandre Olivier Exquemelin in Olanda nel 1678 e tradotto e riadattato in varie lingue.
Dal romanzo di Salgari sono stati tratti tre diversi film italiani. Su di esso è anche basato il romanzo del 1941 Il corsaro rosso scritto da Americo Greco ma pubblicato a firma di Omar Salgàri (uno dei figli di Emilio Salgari).

## Trama
Enrico di Ventimiglia, figlio del Corsaro Rosso e nipote del Corsaro Nero, ha scoperto che suo padre, vedovo di sua madre prima di partire per le Americhe, ha poi sposato una delle figlie di un sovrano sudamericano, il Gran Cacico del Darien. Dalla loro unione è nata una bambina, che era col padre quando questi venne impiccato dal governatore di Maracaibo, tale marchese di Montelimar, su richiesta del duca Wan Guld.
Dopo aver avuto conferma della notizia tramite Henry Morgan, marito di sua cugina Jolanda e governatore della Jamaica, Enrico salpa per il nuovo mondo per chieder conto della sorte della sorellastra; la prima meta è la villa di Carmen di Montelimar, cognata dell'ex governatore e giovane vedova al culmine della sua bellezza; da lei il giovane corsaro non ottiene molte informazioni, ma si infatua della donna, ricambiato; la giovane marchesa lo salverà più volte dalle truppe che lo cercano, dopo che la sua vera identità è stata scoperta.
Nelle sue avventure il conte è accompagnato dal basco Mendoza (che ha navigato con suo zio, il Corsaro Nero), dal guascone Don Barrejo (soldato spagnolo passato al suo servizio per desiderio di avventure e di dobloni), dal bucaniere Buttafuoco che lo guida attraverso le giungle di Pueblo Viejo, da un avventuriero fiammingo soprannominato Don Ercole da Mendoza, dal luogotenente Verra, vicecomandante della Folgore.
Catturato il segretario del marchese, il cavalier Barquisimeto, Enrico scopre che Montelimar ha allevato la sorella come fosse figlia sua, con lo scopo segreto di ottenere l'eredità del Gran Cacico; caduto in mano al marchese ed incontrata Neala (questo il nome della fanciulla) a Guayaquil, viene liberato dai tre compari Mendoza, Don Barrejo e Don Ercole, con l'assistenza dei capitani della filibusteria Grogner, Davis e Tusley, forti di circa 400 uomini. Terminato il sacco di Guayaquil, il giovane conte prende la sorella e riparte per il Piemonte. La marchesa di Montelimar lo segue, lasciando Don Ercole, Mendoza e Buttafuoco ad amministrare la sua proprietà, e Don Barrejo si sistema con una affascinante locandiera vedova.

## Edizioni
- Emilio Salgari, Il  figlio del Corsaro Rosso, Salgariana, Ugo Mursia,  p. 347, ISBN 978-88-425-3774-8.

## Filmografia
- Il figlio del Corsaro Rosso, film del 1921 di Vitale De Stefano
- Il figlio del corsaro rosso, film del 1943 di Marco Elter
- Il figlio del corsaro rosso, film del 1959 di Primo Zeglio